# René Tórgarð
René Tórgarð (ur. 3 sierpnia 1979) - farerski piłkarz występujący na pozycji bramkarza, obecnie w klubie EB/Streymur z miejscowości Streymnes.

## Kariera piłkarska
Tórgarð zaczynał grać w zespole AB Argir, później zaś przeszedł do stołecznego B36 Tórshavn. W roku 2005, mając 26 lat rozpoczął grę dla EB/Streymur. Swój pierwszy mecz w barwach tego klubu rozegrał 3 lipca w piętnastej kolejce Formuladeildin 2005 przeciwko B36 Tórshavn. Już w nim wystąpił w pierwszym składzie, zastępując Magnusa Poulsena, a także broniącego wcześniej Gunnara á Steiga. Sezon zakończył z dorobkiem 13 występów w rozgrywkach ligowych, grał więc zawsze odkąd się pojawił w pierwszym składzie. Rok 2006 ten bramkarz również może zaliczyć do udanych, nie dość, że jego zespół zajął wysoką, drugą pozycję w lidze, to Tórgarð bronił w trzydziestu spotkaniach (także pucharowych), raz tylko dając stanąć na bramce Gunnarowi á Steigowi.
Następnym sezonem René Tórgarða był ten, przypadający na rok 2007. Jego zespół ponownie zajął drugie miejsce w tabeli, a także zdobył po raz pierwszy w swej historii Puchar Wysp Owczych Tórgarð zagrał wtedy 27 meczów w Formuladeildin, 5 pucharowych oraz oba w eliminacjach do Pucharu UEFA, kiedy EB/Streymur zremisował 1-1 u siebie i uległ 0-1 na wyjeździe zespołowi Myllykosken Pallo -47.
Do sukcesów w sezonie 2008 zaliczyć można zdobycie przez jego zespół drugiego Pucharu Wysp Owczych, gdzie Tórgarð znów rozegrał wszystkie pięć meczów, raz tylko, w drugim półfinale zostać zmienionym w trakcie meczu przez Gunnara á Steiga. Gra też w każdym meczu ligowym będąc jednak często zmienianym przez drugiego bramkarza.
Ponieważ EB/Streymur zdobył drugie miejsce w sezonie 2007 Formuladeildin mógł wziąć udział w rozgrywkach eliminacji Pucharu UEFA 2008/09, gdzie natrafił na angielski klub Manchester City. 17 lipca odbył się pierwszy mecz, który drużyna Tórgarðego przegrała 0-2.

## Kariera reprezentacyjna
René Tórgarð jest piłkarzem, którego bierze się pod uwagę przy ustalaniu kadry narodowej Wysp Owczych. Wielokrotnie znajdował się na ławce rezerwowych, także w eliminacjach do Euro 2008, jednak nigdy jeszcze nie wszedł na boisko, przy lepiej dysponowanym Jákupie Mikkelsenie.